# U-Bahnhof Kreillerstraße
Der U-Bahnhof Kreillerstraße wurde am 29. Mai 1999 eröffnet und liegt im Münchner Osten im Stadtteil Berg am Laim.
Der Bahnhof liegt unter der Straße gleichen Namens, die als B 304 nach Wasserburg weiterführt. Die Hintergleiswände wurden mit gelochten Aluminiumtafeln verkleidet, wobei sich auch Motive aus Ziegelsteinen an den Wänden befinden. Hinter ihnen sieht man eine rote Wand. Die Decke ist ebenfalls mit gebogenen Aluminiumtafeln versehen, die das Licht der drei Lichtbänder reflektieren, von denen nur eins sichtbar ist. Der Boden ist mit quadratischen Granitplatten ausgelegt. Am Westende des Bahnhofs führen ein Aufzug und Roll- und Festtreppen in ein Sperrengeschoss und weiter an die Oberfläche zur Kreuzung Kreillerstraße/St.-Veit-Straße, wo Anschluss zur Straßenbahn besteht. Bis zum 6. Mai 2018 fuhr die Trambahnlinie 19 nach Pasing. Weiterhin auf demselben Linienweg fährt die Nachttramlinie N19. Seit 29. Oktober 2018 fährt die Trambahn 21 bis zum Westfriedhof. Vom östlichen Ende erreicht man ebenfalls über Treppenanlagen ein Sperrengeschoss und von dort die Kreillerstraße.

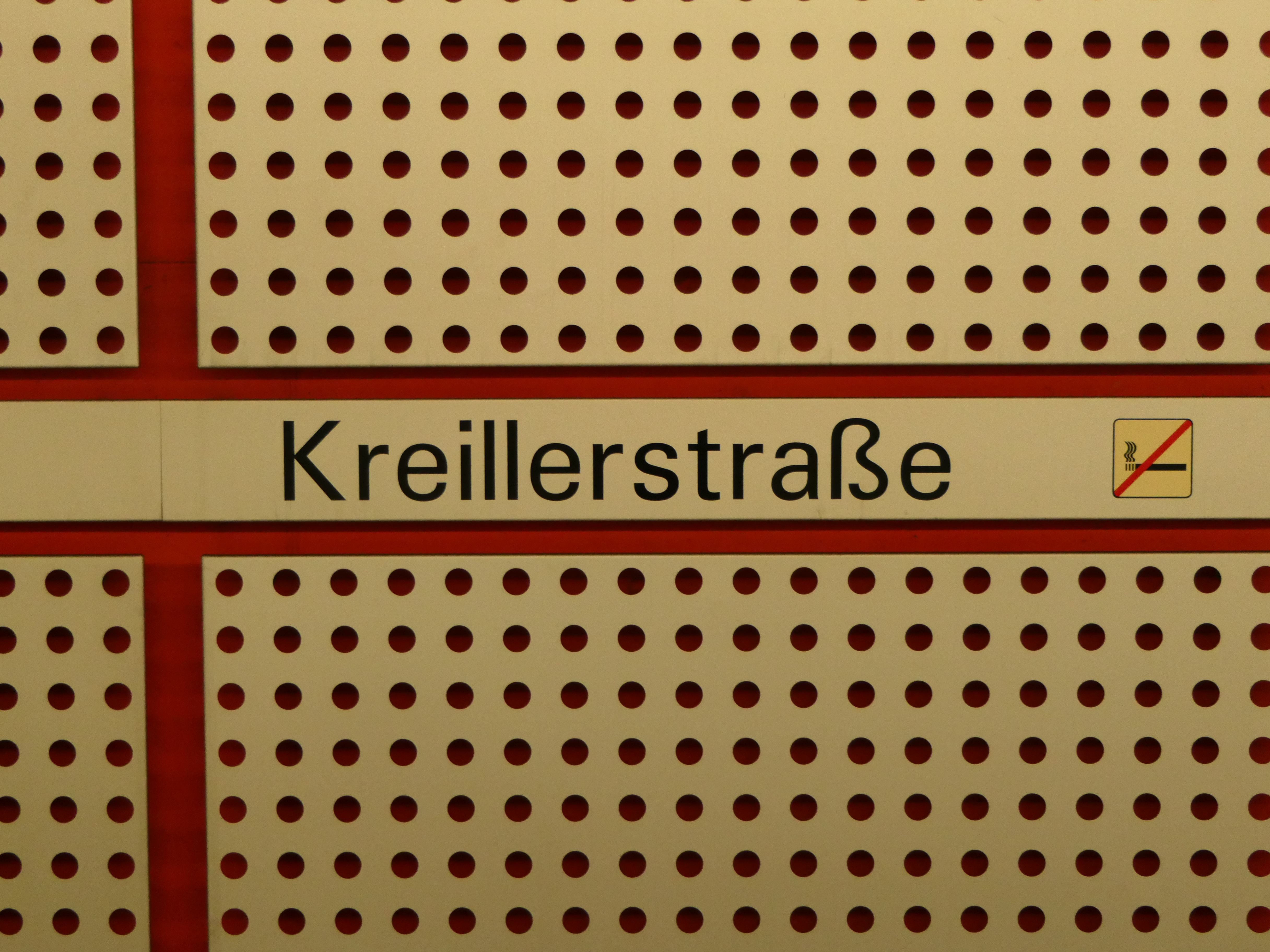
Stationsname an den Hintergleiswänden
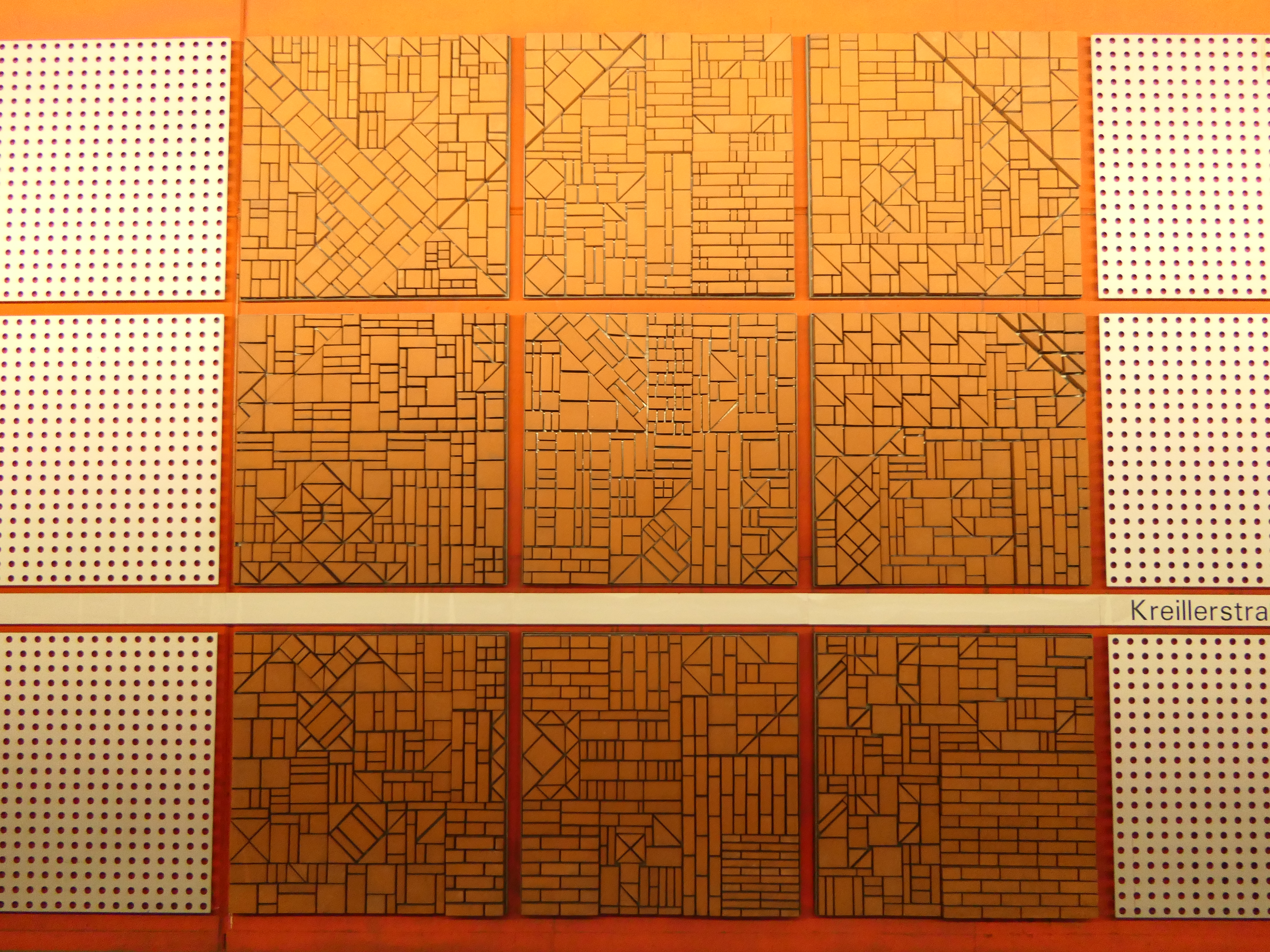
Eines der Motive aus Ziegelsteinen an den Hintergleiswänden
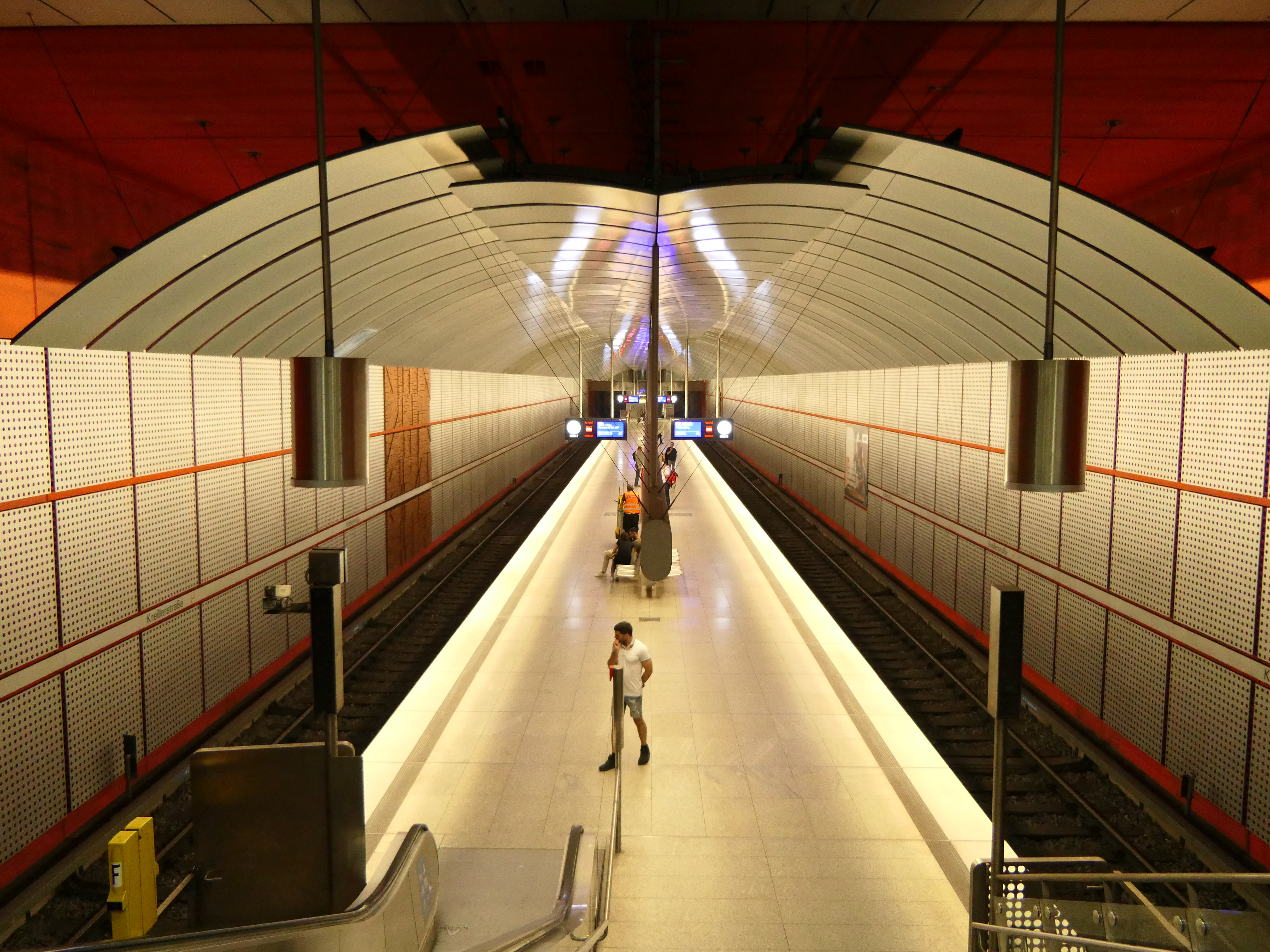
Bahnsteigebene mit gebogenen Aluminiumtafeln an der Decke
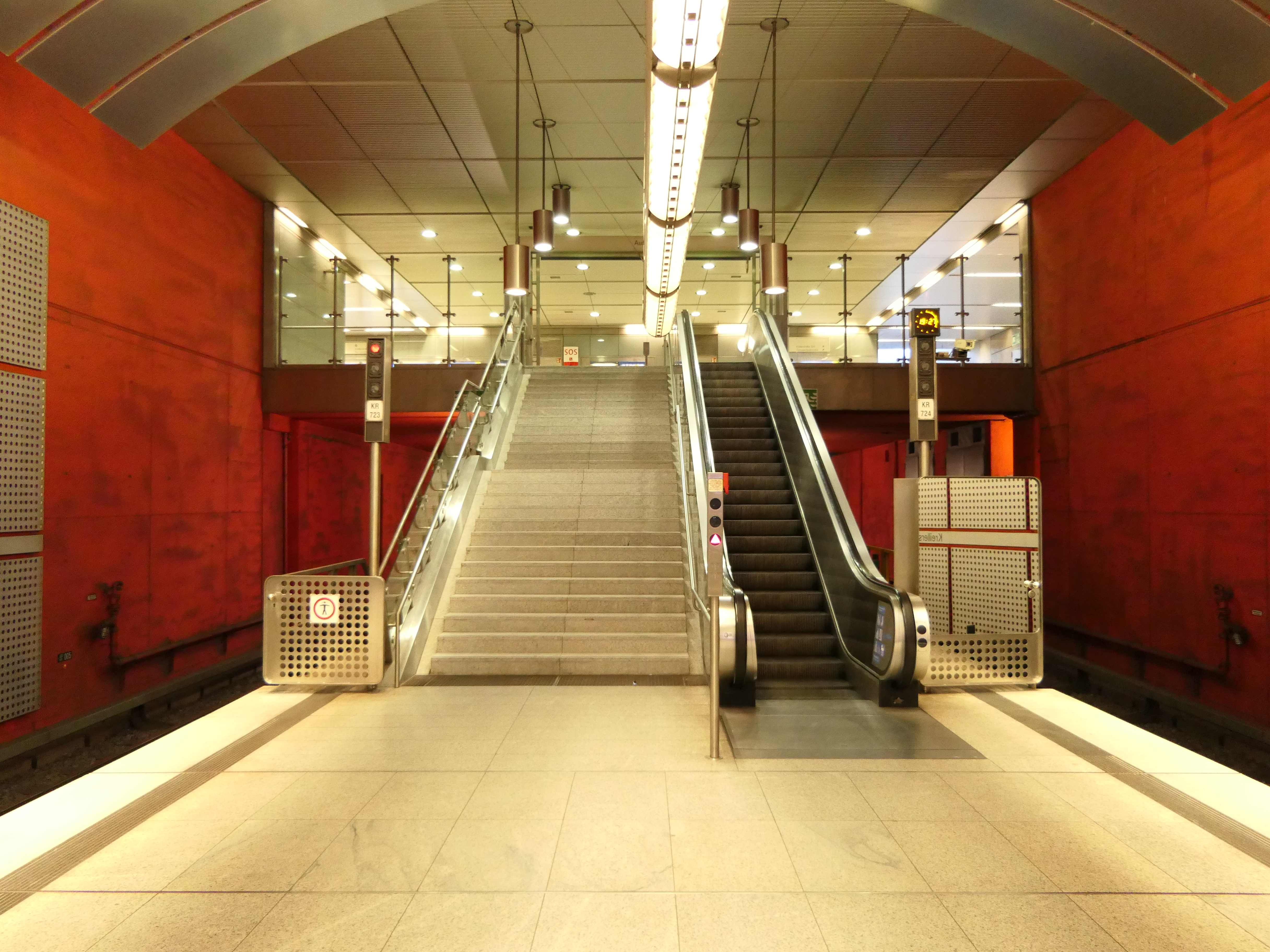
Aufgang von der Bahnsteigebene zum Verteilergeschoss
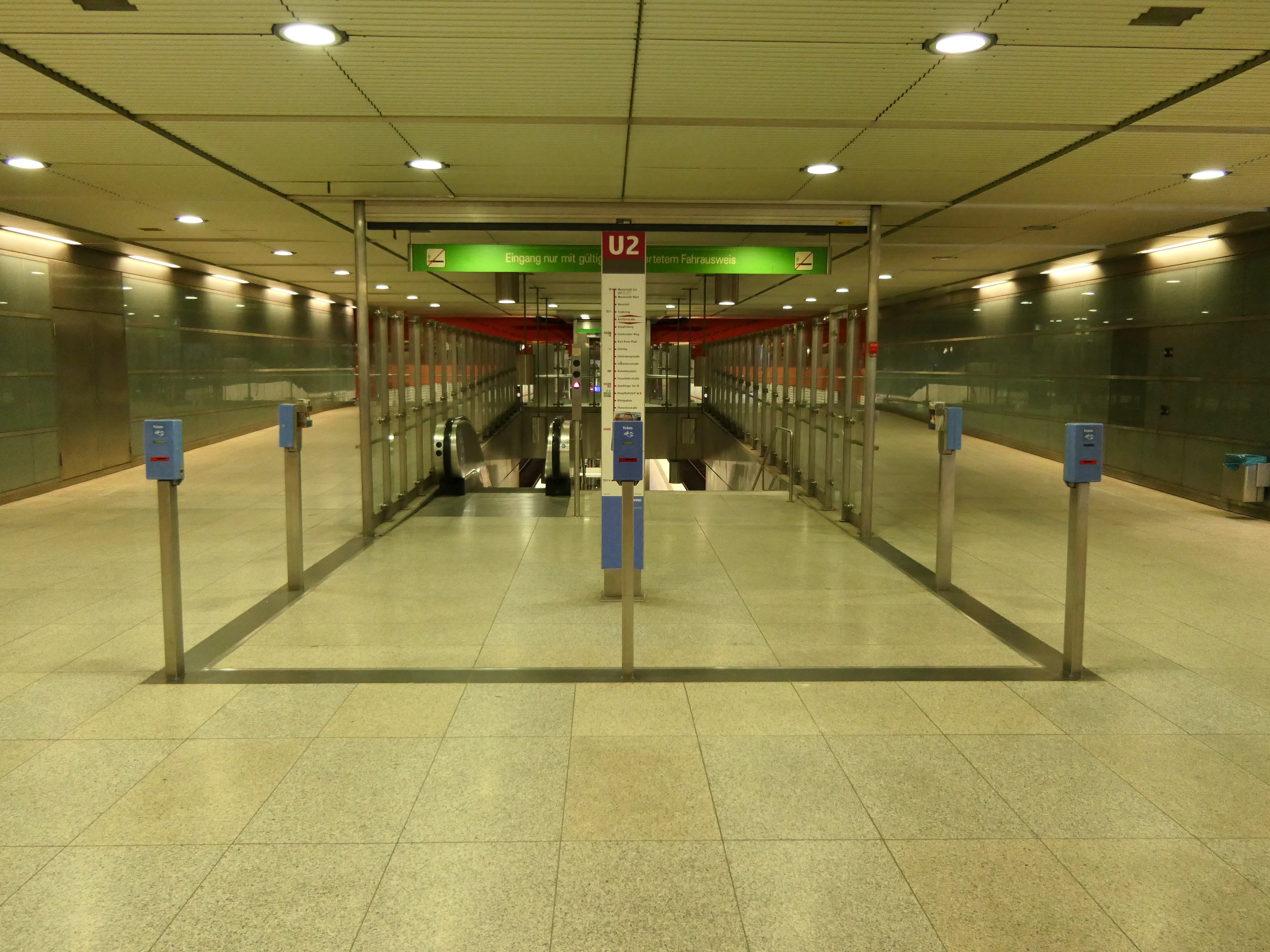
Verteilerebene
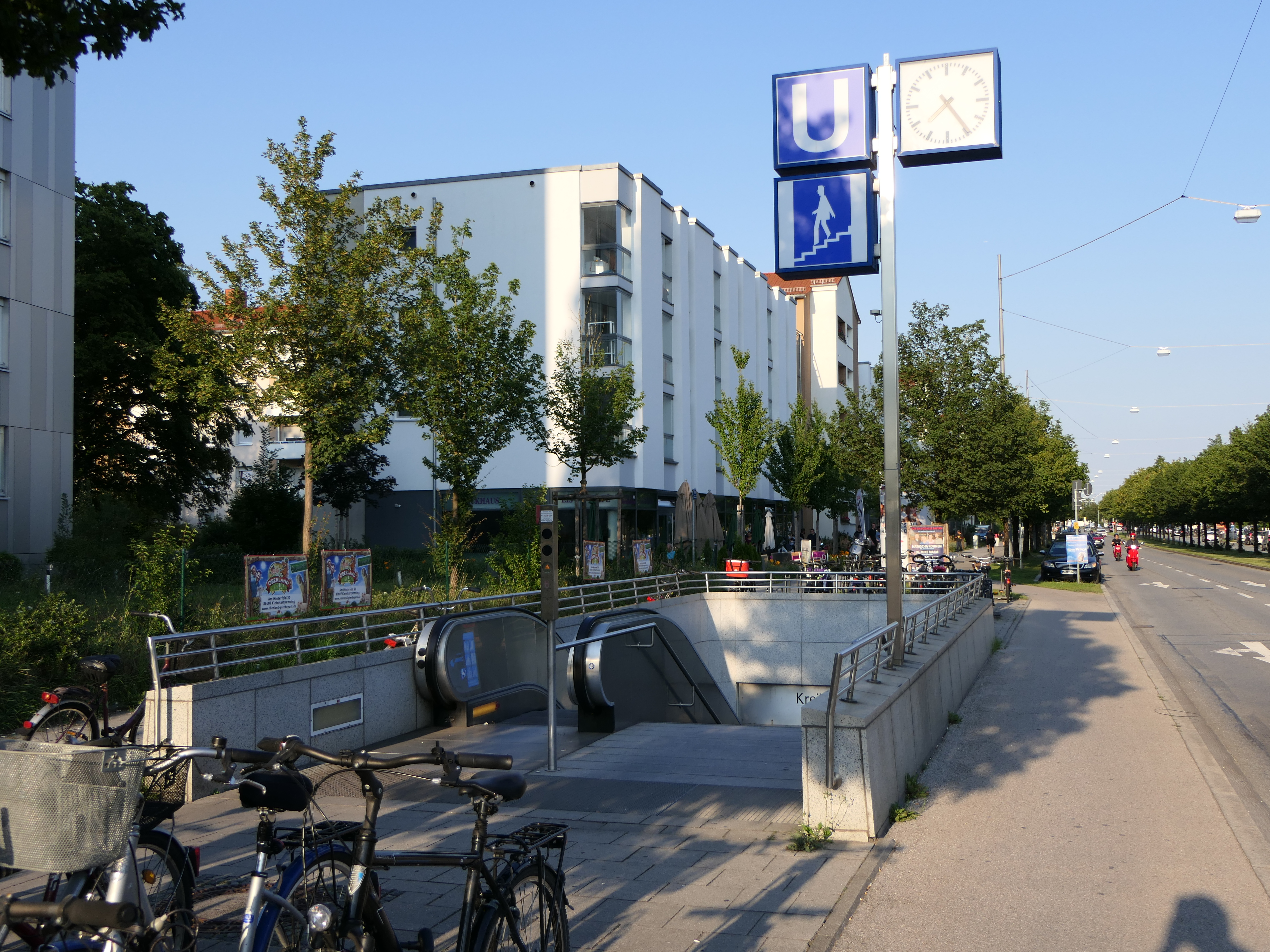
Zugang an der Oberfläche

| Linie | Linienverlauf |
| ----- | --- |
| U2    | Feldmoching – (1065 m) – Hasenbergl – (631 m) – Dülferstraße – (1112 m) – Harthof – (962 m) – Am Hart – (1010 m) – Frankfurter Ring – (657 m) – Milbertshofen – (1094 m) – Scheidplatz – (1103 m) – Hohenzollernplatz – (756 m) – Josephsplatz – (513 m) – Theresienstraße – (730 m) – Königsplatz – (583 m) – Hauptbahnhof – (905 m) – Sendlinger Tor – (746 m) – Fraunhoferstraße – (1116 m) – Kolumbusplatz – (711 m) – Silberhornstraße – (553 m) – Untersbergstraße – (654 m) – Giesing – (1280 m) – Karl-Preis-Platz – (868 m) – Innsbrucker Ring – (1576 m) – Josephsburg – (978 m) – Kreillerstraße – (1207 m) – Trudering – (959 m) – Moosfeld – (1683 m) – Messestadt West – (925 m) – Messestadt Ost |